# K-328 Leopard
El K-328 Leopard es un submarino de la clase Akula de la Armada rusa.

## Diseño
El Proyecto 971 tiene un diseño de doble casco. El cuerpo robusto está fabricado en acero aleado de alta calidad con σт = 1 GPa (10.000 kgf/cm²). Para simplificar la instalación del equipo, el barco se diseñó utilizando bloques zonales, lo que hizo posible transferir una cantidad significativa de trabajo desde las condiciones de hacinamiento de los compartimentos del submarino directamente al taller. Una vez finalizada la instalación, la unidad zonal se "enrolla" en el casco del barco y se conecta a los cables y tuberías principales de los sistemas del barco. Se utiliza un sistema de amortiguación de dos etapas: todos los mecanismos se colocan sobre cimientos amortiguados, además, cada unidad de zona está aislada del cuerpo por amortiguadores neumáticos de cuerda de goma. Además de reducir el nivel general de ruido de los submarinos nucleares, dicho esquema puede reducir el impacto de las explosiones submarinas en el equipo y la tripulación. El barco tiene una unidad de cola vertical desarrollada con una bola aerodinámica, en la que se encuentra la antena remolcada. También en el submarino hay dos propulsores reclinables y timones horizontales de proa retráctiles con flaps. Una característica del proyecto es la conexión acoplada sin problemas de la unidad de cola al casco. Esto se hace para reducir los remolinos hidrodinámicos que generan ruido.
El suministro de energía se lleva a cabo mediante una central nuclear. El barco líder, K-284 Akula, estaba equipado con un reactor nuclear refrigerado por agua a presión OK-650M.01. En pedidos posteriores, la AEU tiene mejoras menores. Algunas fuentes informan que los barcos posteriores están equipados con reactores OK-9VM. La potencia térmica del reactor es de 190 MW, la potencia del eje es de 50.000 litros. con. Dos motores eléctricos auxiliares en las columnas exteriores articuladas tienen una capacidad de 410 hp. con un generador diesel ASDG-1000.

## Construcción
El submarino fue depositado el 26 de octubre de 1988 en Sevmash, Severodvinsk. Botado el 28 de junio de 1992 y puesto en servicio el 30 de diciembre de 1992.

## Historial operativo
De junio a septiembre de 1994, realizó el servicio de combate con la tripulación naval 608 bajo el mando de AA Popov. Del 16 de abril al 4 de julio de 1994 se realizó el servicio militar en el Atlántico. A bordo estaba la tripulación del K-317 Pantera bajo el mando de SV Spravtsev.
Del 12 de mayo al 23 de julio de 1999, el servicio de combate se realizó con tripulación regular.
Del 12 de febrero al 13 de abril de 2000, servicio de combate con la tripulación 608 a bordo, comandante SE Kavlis.
De octubre a noviembre de 2001 y 2002, se realizaron dos servicios militares más, el comandante de ambos fue KE Onushkov.
De 2006 a 2007, se sometió a una reparación mediana en Sevmash.
Desde finales de junio de 2011, ha estado en el Zvyozdochka CS en reparación y renovación de acuerdo con el Proyecto 971M, que está programado para completarse en 2021, el barco deberá cumplir con los requisitos del submarino nuclear de cuarta generación.
El 25 de diciembre de 2020, fue botado después de reparaciones y modernización, se está completando y se está preparando para pruebas que tomarán al menos seis meses.
En un momento se proyectó que volvería a entrar en servicio durante 2021, pero ahora se proyecta que probablemente comience las pruebas en el mar posteriores a la reparación en 2022.